# 韦尔奈 (罗讷省)
韦尔奈（法語：Vernay，法語發音：[vɛʁnɛ]）是法国罗讷省的一个市镇，属于索恩河畔自由城区。

## 地理
韦尔奈（46°9'26"N, 4°31'45"E）面积5.59 平方千米，位于法国奥弗涅-罗讷-阿尔卑斯大区罗讷省，该省份为法国中东部省份，北起顺时针与索恩-卢瓦尔省、安省、里昂大都会、伊泽尔省和卢瓦尔省接壤。
与韦尔奈接壤的市镇（或旧市镇、城区）包括：莱萨尔迪亚、圣迪迪耶叙博热、谢讷莱特。

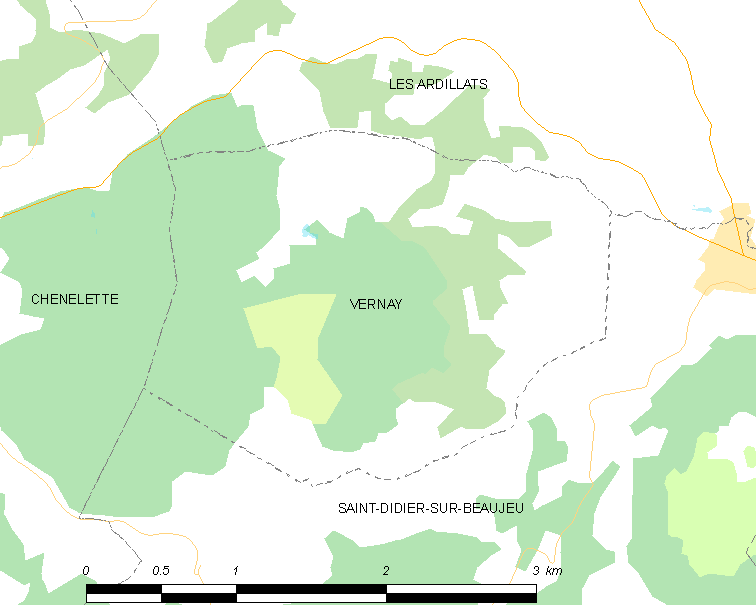
的OSM定位图

韦尔奈的时区为UTC+01:00、UTC+02:00（夏令时）。

## 行政
韦尔奈的邮政编码为69430，INSEE市镇编码为69261。

## 政治
韦尔奈所属的省级选区为博若莱地区贝尔维尔县。

## 人口

1962-2008年间人口变化图示

韦尔奈于2022年1月1日时的人口数量为117人。